# عين الإنسان

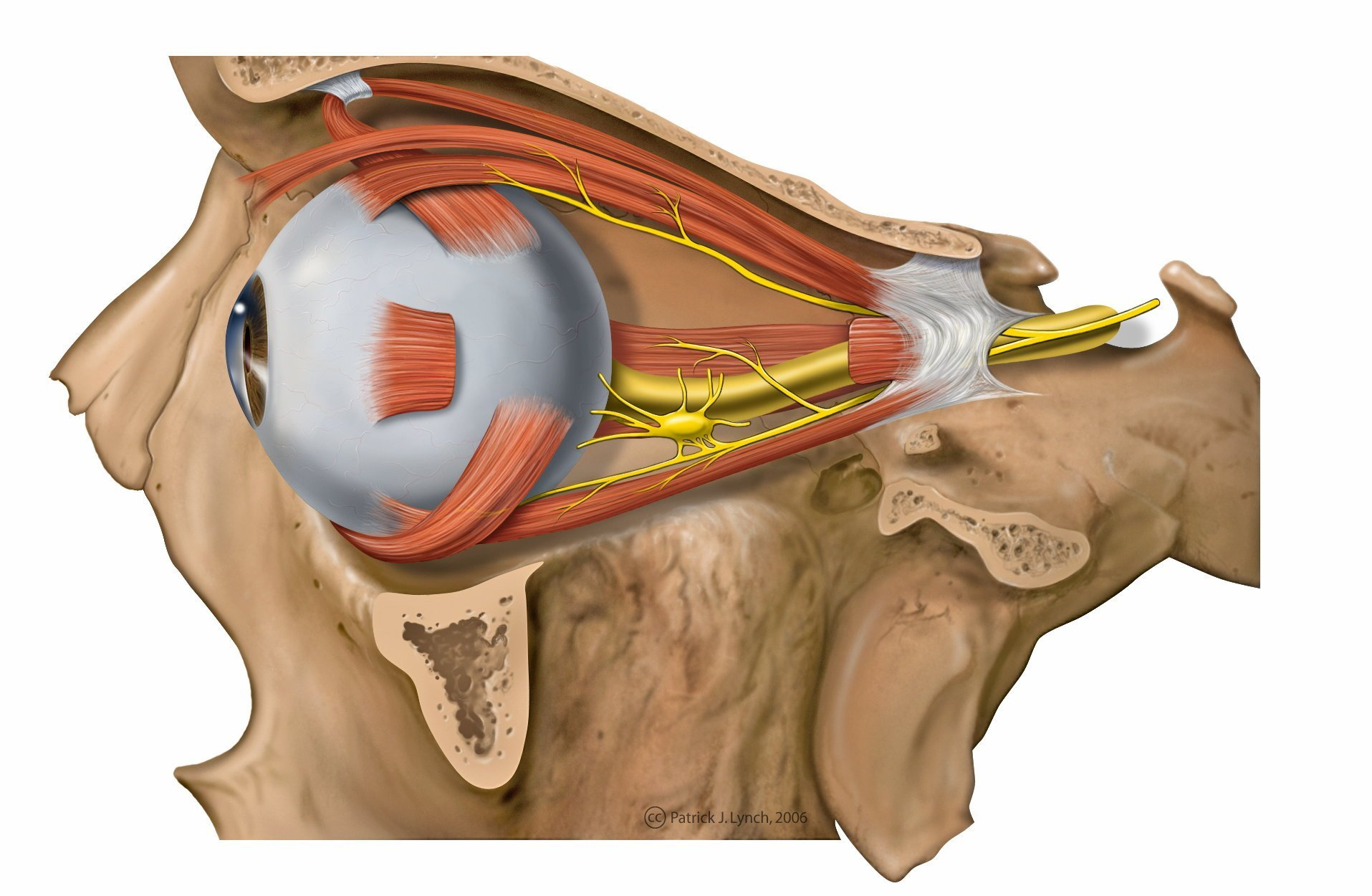
العين ضمن تجويف الحجاج

تتألف عين الإنسان من ثلاثة طبقات رئيسية:
- الصلبة، وتقع في الخارج، حيث تتكون من نسيج ضام؛ يحمي العين وهي غنية بالأوعية الدموية. والجزء الأمامي من هذه الطبقة شفاف هو القرنية، والقرنية لا تحتوي على الأوعية الدموية، فتأخذ ما تحتاج إليه من غذاء واوكسجين من الخلط المائي الذي يفرز من الجسم الهدبي
- المشيمية، وتقع بين الصلبة والشبكية. تحتوي على أوعية دموية؛ تعمل على توصيل الدم المحمل بالأكسجين للشبكية. وهي غنية بصباغ الميلانين الذي يمتص الفائض من الأشعة الضوئية التي تجتاز الشبكية، فيمنع انعكاسها، ويسبب وضوح الرؤية.

- تشكل المشيمية في القسم الأمامي منها:
أ- القزحية: وهي قرص ملون (مسؤولة عن لون العين) بمنتصفه فتحة يتغير قطرها بحسب كمية الضوء الداخل إلى العين تدعى الحدقة.
ب- الجسم الهدبي: يتشكل خلف القزحية ويحيط به زوائد هدبية تفرز الخلط المائي، وتحوي القزحية والجسم الهدبي أليافا عضلية ملساء بعضها شعاعي التوضع وبعضها دائري، تخضع لإشراف الجملة العصبية الإعاشية، وعملها لا إرادي.
- الشبكية، تبطن المشيمية من الخلف والجوانب، ولكن لا تصل إلى الأمام، وتتكون الشبكية من وريقتين هما:

1. وريقة صباغية خارجية
2. وريقة عصبية داخلية

## الوريقة الصباغية الخارجية
تلتصق بالوجه الداخلي للمشيمية (رقم 28 في الشكل)، وتحوي خلاياها صباغا أسودا يقوم بوظيفتين:
1. يجعل جوف كرة العين مظلما فيحقق وضوح الرؤية.
2. يختزن كميات كبيرة من فيتامين A.

## الوريقة العصبية الداخلية
تتألف من ثلاث طبقات خلوية عصبية تفصل بينها طبقتان من المشابك وهي بالترتيب من الخارج إلى الداخل:
1. طبقة الخلايا البصرية: وهي عصبونات ثنائية القطب يوجد منها نمطان هما العصي، والمخاريط.
2. الطبقة الوسطى: وتحوي أنماطا خلوية عديدة وبخاصة عصبونات ثناية القطب.
3. طبقة المشابك الداخلية
4. طبقة عقدية وتحوي عصبونات متعددة الأقطاب تشكل أليافها العصب البصري.

تطور العين

## الأوساط الشفافة في العين
يجتاز الضوء الوارد إلى العين أربعة أوساط شفافة، وهي بالترتيب من الأمام إلى الخلف:
1. القرنية الشفافة: وتشتق من الطبقة الصلبة وهي خالية من الأوعية الدموية.
2. الخلط المائي: وهو سائل يشغل الحجرة الأمامية للعين ويغذي القرنية الشفافة (لخلوها من الأوعية الدموية).
3. الجسم البلوري: وهو عدسة مرنة محدبة الوجهين.
4. الخلط الزجاجي: ويشغل الحجرة الداخلية من العين.

## الرؤية
نرى الأشياء في صورة معتدلة. ولكن في الحقيقة تكوّن العدسة صورة مصغرة مقلوبة على البقعة الحساسة من الشبكية؛ وتترجم تلك الصورة بألوانها في الشبكية إلى إشارات كهروكيميائية تنتقل عن طريق عصب العين إلى الدماغ لمعاملتها. ترى كل عين من العينين صورة للشيء ويقوم الدماغ بدمج الصورتين فنرى صورة مجسمة للشيء.
تتم رؤية الألوان بواسطة نوع معين من الخلايا الحساسة لألوان الضوء، تلك هي خلية مخروطية: نوع من تلك الخلايا المخروطية يرى اللون الأحمر، ونوع يرى اللون الأزرق ونوع ثالث يرى اللون الأخضر. هذا يكفي العين أن تميز جميع الألوان التي نراها للأشياء.

## الشبكية

تجمع الأشعة الضوئية في النقرة لتكوين صورة.

الشبكية هي الطبقة الداخلية للعين، وتتصف بكونها رقيقة لا يتعدى سمكها سمك ورقة كتاب وتحتوي على عشر طبقات مكونة من الخلايا العصبية والألياف العصبية وخلايا المستقبلات الضوئية ونسيج داعم.
تعمل الشبكية بما فيها من مستقبلات ضوئية (خلايا نبوتية وخلايا مخروطية) على تحويل الأشعة الضوئية إلى نبضات عصبية (كهروكيميائية) يتم نقلها عبر العصب البصري إلى مراكز الدماغ العليا لمعاملتها وتكوين صورة للأشياء المرئية.
المستقبلات الضوئية نوعان: خلية نبوتية (أو عصوية) تساعد على الرؤية الليلية ولا تميز الألوان؛ والنوع الآخر خلايا مخروطية حساسة أيضا للضوء وتميز الألوان. ذلك النوعان من الخلايا يغطي الطبقة الرقيقة الداخلية للعين المسماة شبكية، فيكون في استطاعتها تكوين صورة.
عدد الخلايا المخروطية يكون كثيفا في بقعة من الشبكية تسمى بقعة الشبكية. تلك البقعة تكون مقابلة لعدسة العين، وتتجمع الأشعة فيها في نقطة تسمى «النقرة» (بالإنجليزية: Fovea)‏؛ الخلايا المخروطية الموجودة في تلك النقرة لها أعلى حساسية لتكوين صورة للشيء المرئي. وعن طريقها تتم الرؤية الحادة.
أثناء القراءة مثلا تنصب الأشعة الآتية من كلمة واحدة في النقرة فنرى الكلمة جيدا، ولقراءة سطر تنتقل العين من كلمة إلى كلمة بحيث تقع كل كلمة على حده في النقرة؛ وهذا ما نفعله لاإراديا عند القراءة. يمكنك تجريب ذلك فعندما تقرأ كلمة تراها وضوح بينما الكلمة قبلها والكلمة التي بعدها فتكونان أقل حدة لأنهما خارج النقرة.

## بقعة الشبكية

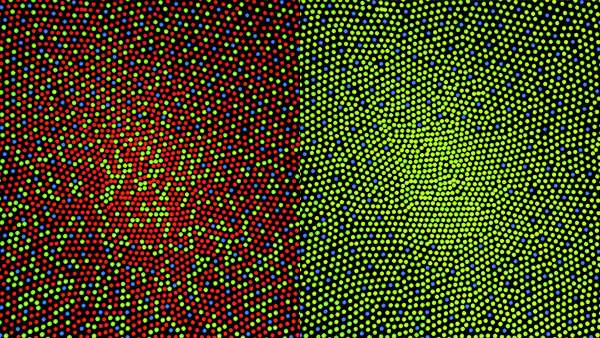
توضيح توزيع الخلايا المخروطية في النقرة fovea لشخص نظره سليم (يسار)، ولشخص مصاب بعمى الألوان (يمين). يلاحظ قلة الخلايا النبوتية والخلايا المخروطية التي ترى اللون الأزرق في كلتا الحالتين.

في الشبكية توجد بقعة تكثر فيها الخلايا المخروطية (حساسة للألوان)، تلك البقعة تسمى بقعة الشبكية. أدق رؤية تحدث في البقعة الشبكية، حيث تتجمع فيها الاشعة الضوئية المنكسرة في عدسة العين.
في النقرة المركزية للحيوانات الثديية ومن ضمنها الإنسان تكون نسبة خلايا عصبونات الشبكية بنسبة 5و2 إلى خلايا مستقبلات الضوء. فتقريبا يتلقى كل عصبون شبكية إشارات من خلية مخروطية واحدة على الأقل. كما تمد كل خلية مخروطية عددا بين 1 على 3 من عصبونات الشبكية بالبيانات. وعلى ذلك فإن كفاءة النقرة البصرية (الموجودة في بقعة الشبكية) محدودة بكثافة تجمعات الخلايا المخروطية، والنقرة المركزية هي التي لها أعلى حساسية للبصر الدقيق ورؤية تفاصيل الشيء المنظور. الخلايا المخروطية الموجودة في النقرة المركزية تحتوي على أصباغ حساسة للونين الأخضر والأحمر (انظر الشكل). تلك الخلايا المخروطية هي التي تمهد الإرسال إلى العصب البصري وتمكن من أعلى دقة للرؤية عن طريق النقرة المركزية.

## النقرة المركزية
توجد في وسط البقعة الشبكية منطقة أصغر تسمى نقرة مركزية، وفيها تتجمع الأشعة الآتية من العدسة لرؤية أدق صورة. عندما نقرأ سطرا تنتقل العين تلقائيا من كلمة إلى كلمة؛ الكلمة التي نقرؤها تكون واضحة جدا، أما الكلمة التي قبلها والكلمة التي بعدها فتكونان أقل دقة. وهكذا تتحرك العين باستمرار اثناء القراءة من كلمة إلى كلمة، بحيث يكون الشعاع الساقط من العدسة على بقعة الشبكية دائما واقعا على النقرة المركزية.

## تطور العين
تفيد نظرية التطور ان الرؤية قد بدأت لدى الحيوانات في العصور الجيولوجية القديمة قبل نحو 500 مليون سنة، حيث نشأت من حيوانات لا ترى حيوانات لديها عصب يحس الضوء. فكانت لتلك الحيوانات القادرة على الإحساس بالضوء تفوق على الحيوانات التي لا ترى. وتطور العصب الحساس للضوء عبر الزمان حتى أصبحت العين معقدة التركيب كما نجدها في الإنسان.
وأخذ تطور العصب الحساس للضوء في الحشرات تطورا آخر عبر الزمان، ففي الذبابة مثلا تتكون العين من عيون مركبة.

## اللون الأحمر يثبت
إذا علّمت كلمة باللون الأحمر لملاحظتها فهي طريقة حسنة. فقد توصلت دراسة في جامعة ريغينسبورغ في ألمانيا إلى أن اللون الأحمر يثبت أكثر في الذاكرة مقارنة بالألوان الأخرى. وقد تضمنت التجربة رؤية عدد من الناس لأشياء بألوان مختلفة. ثم اختبر المختصين مقدرة تذكر هؤلاء الناس لما رؤه. وكانت النتيجة أن مجموعة الناس الذين اشتركوا في الاختبار يتذكرون بسهولة اللون الأحمر والأصفر. وكان ملاحظتهم للون الأزرق متوسطة وملاحظتهم للون الأخضر أضعف. وتنطبق تلك التجربة بصرف النظر عن نوع الأشياء أو شكلها، أي إذا كانت كلمات أو صورة.